# Assassin's Creed: Forsaken
Assassin's Creed Forsaken è un romanzo scritto da Anton Gill (con lo pseudonimo di Oliver Bowden), basato sulla trama del videogioco Ubisoft Assassin's Creed III. Racconta la storia del padre di Connor, Haytham Kenway.
Haytham Kenway usa la spada fin da piccolo. Quando la casa della sua famiglia viene attaccata, suo padre assassinato e sua sorella rapita da uomini armati, Haytham si difende nell'unico modo che conosce: uccidendo.
Solo al mondo, viene accolto da un misterioso tutore che lo addestra a diventare un implacabile templare tagliagole. Consumato dalla sete di vendetta, Haytham inizia un viaggio alla ricerca dei colpevoli, un viaggio durante il quale è costretto a diffidare di tutti e a mettere in dubbio ogni certezza.
Sempre circondato da traditori e nemici pronti a complottare contro di lui, Haytham viene trascinato nella secolare battaglia tra Assassini e Templari.

## Edizioni
- Oliver Bowden, Assassin's Creed: Forsaken, Superbestseller, Sperling & Kupfer Editori, 2013,  p. 436, ISBN 978-88-6836-002-3.